# ارنی کوکه
ارنی کوکه (انگلیسی: Ernie Coquet; ۶ ژانویهٔ ۱۸۸۳ – ۲۶ اکتبر ۱۹۴۶) بازیکن فوتبال اهل بریتانیا بود.
از باشگاه‌هایی که در آن بازی کرده‌است می‌توان به باشگاه فوتبال فولام، باشگاه فوتبال تاتنهام هاتسپر، باشگاه فوتبال ردینگ، باشگاه فوتبال پورت ویل، و باشگاه فوتبال ساندرلند اشاره کرد.